# Kourbi
Kourbi est une localité du Cameroun située dans le département du Mayo-Kani et la Région de l'Extrême-Nord, à proximité de la frontière avec le Tchad. Elle fait partie de la commune de Guidiguis non loin de la commune de Kaélé et du canton de Guidiguis rural.

## Population
En 1969 la localité comptait 1 579 habitants, principalement des Toupouri  et des Peuls. À cette date elle disposait d'une école publique à cycle complet. Un marché hebdomadaire s'y tenait le samedi.
Lors du recensement de 2005, 4 840 personnes y ont été dénombrées.

## Infrastructures
Kourbi dispose d'un lycée général public qui accueille les élèves de la 6e à la Terminale.il dispose d'un centre de santé et trois écoles primaires et une école maternelle publique